# Entrevista clínica
L'entrevista clínica és el procés de comunicació que es produeix entre metge i pacient dins del desenvolupament de la seva professió. La comunicació és la interrelació que es produeix entre almenys dues persones que intercanvien un missatge i aconsegueixen fer-se conscients recíprocament dels seus sentiments i idees, per mitjà d'expressions verbals i no verbals. L'objectiu de l'entrevista clínica és l'atenció del pacient per solucionar un problema de salut. Per assolir aquest objectiu s'ha de crear una bona relació metge-pacient on el metge ha d'aplicar els seus coneixements tècnics i la seva humanitat, i el pacient la seva confiança.
És important la participació de l'entrevistador en el tipus, qualitat i destinació de la relació amb l'entrevistat, de manera que s'haurien de tenir qualitats o actituds necessàries, com: "sentit d'humor, habilitat i judici intel·lectual superiors, originalitat i varietat de recursos" (Wolff, 1970).
L'entrevista clínica consta de tres fases:
1. Etapa de contacte. És perquè el pacient se senti més a gust i segur. Correspon a l'inici de l'entrevista, és l'obertura de la relació metge-pacient, on la principal eina és l'enteniment.
2. Etapa de desenvolupament. Arribar a on volem arribar però que el pacient estigui totalment relaxat. On es tracta la problemàtica.
3. Etapa de comiat i tancament. Crear un espai de temps per resumir tot el que ha succeït en l'entrevista, aclarir dubtes o planificar futures entrevistes. On anem preparant al pacient per acabar sessió.